# 김민형 (아나운서)
김민형(1993년 11월 16일 ~ )은 대한민국의 前 아나운서이다.

## 학력
- 서울여자대학교 시각디자인학과 학사
- 연세대학교 언론홍보대학원 석사과정 (재학 중)

## 경력
- 2016년 4월 ~ 2018년 4월 : MBC 계약직 아나운서
- 2018년 10월 ~ 2020년 11월 : SBS 소속 아나운서
- 2024년 9월 ~ : 호반그룹 커뮤니케이션실 상무

## 진행

### 텔레비전
| 연도        | 방송사 | 제목             | 담당       | 비고                  |
| ----------- | ------ | ---------------- | ---------- | --------------------- |
| 2016        | MBC    | MBC 경제뉴스     | 앵커       |                       |
| 2016 ~ 2017 | MBC    | MBC 뉴스투데이   | 앵커       | 평일                  |
| 2017        | MBC    | 리얼스토리 눈    | MC         |                       |
| 2017        | MBC    | 생방송 오늘 저녁 | 출연       | 금요일 "나 혼자 간다" |
| 2017 ~ 2018 | MBC    | 세상기록 48      | MC         |                       |
| 2019 ~ 2020 | SBS    | SBS 8 뉴스       | 앵커       | 주말                  |
| 2019 ~ 2020 | SBS    | 스포츠 투나잇    | MC         |                       |
| 2020        | SBS    | 궁금한 이야기 Y  | 스토리텔러 |                       |